# Hamborggårdsten

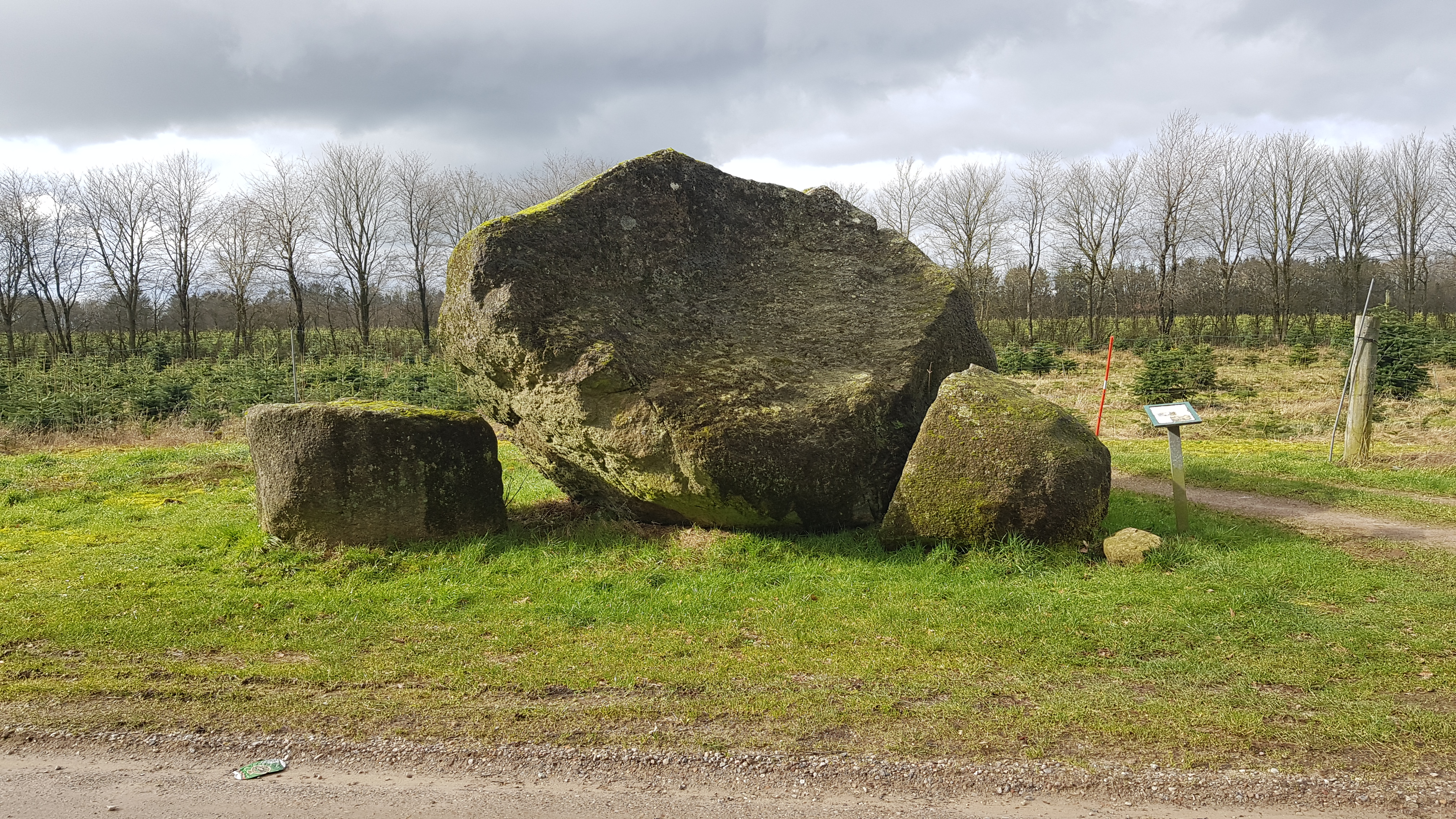
Hamborggårdsten

Der Hamborggårdsten ist ein Findling, den die Gletscher der letzten Eiszeit vor etwa 15000 Jahren von den Åland-Inseln nach Dänemark transportierten. Der über eine Milliarde Jahre alte Stein aus Granit mit roten Feldspatkristallen in einer dunklen Masse wiegt etwa 50 Tonnen und liegt in der Bække Mark südlich von Billund in Jütland. 
Der Stein lag ursprünglich 20 Meter von der namengebenden Straße entfernt, von wo er 1990 an den heutigen Standort nahe der Straße versetzt wurde. Auf beiden Seiten des Steins liegen zwei kleinere Fragmente, die durch Frost von dem großen Fels abgesprengt wurden.
Eine Legende erzählt, dass Harald Blauzahn den Stein nach Jelling holen wollte, das Vorhaben aber aufgab, als sein Sohn Sven Gabelbart gegen ihn rebellierte.
In unmittelbarer Nähe befindet sich die Schiffssetzung von Bække.